# Struganik
Struganik es un pueblo ubicado en el municipio de Mionica, distrito de Kolubara, Serbia.

## Superficie
Cuenta con una superficie de 9,610 kilómetros cuadrados.

## Demografía
Hasta 2022 la población era de 144 habitantes, con una densidad de población de 14,98 habitantes por kilómetro cuadrado.
| 557                                                             | 542 | 465 | 391 | 343 | 290 | 276 | 204 | 144 |
| (Fuente: Population statistics of Eastern Europe & former USSR) |     |     |     |     |     |     |     |     |